# Diakowe
Diakowe (ukr. Дякове) – wieś na Ukrainie, w obwodzie ługańskim, w faktycznie niefunkcjonującym rejonie roweńkowskim, od 2014 pod kontrolą marionetkowej, zależnej od Rosji Ługańskiej Republiki Ludowej. W 2001 liczyła 2870 mieszkańców, wśród których 2668 wskazało jako ojczysty język ukraiński, 196 rosyjski, 2 mołdawski, 3 białoruski, a 1 inny.